# Montserrat Jufresa i Muñoz
Montserrat Jufresa i Muñoz   (1942) és una catedràtica catalana de la Universitat de Barcelona, especialitzada en Filologia Grega, en ètica i en l'estudi del paper de la dona al llarg de la història. Ha traduït, entre molts altres, les Históries i les Lletres d'Heròdot i l'obra d'Epicur. Ha participat en un grup d'investigació sobre la influència del món hel·lènic en la cultura catalana.
Va estudiar a la mateixa universitat on va ensenyar tota la seva vida. El 1976 es va doctorar amb una tesi dirigida per Josep Alsina i Clota sobre Filodem de Gàdara. Ha fet estades de recerca a la Universitat de Nàpols, a la Universitat de Berkeley i al Centre Louis Gernet de París. És sòcia fundadora de la Societat Catalana d'Estudis Clàssics i des del 2006 n'és presidenta.
Obres destacades
- Saviesa i perversitat. Les dones a la Grècia antiga (1994)[7]
- Els clàssics i la llengua literària (2017)[8]